# Palicourea flavifolia
Palicourea flavifolia är en måreväxtart som först beskrevs av Henry Hurd Rusby, och fick sitt nu gällande namn av Paul Carpenter Standley. Palicourea flavifolia ingår i släktet Palicourea och familjen måreväxter. Inga underarter finns listade i Catalogue of Life.